# Municipio Chicoloapan
Koordinaten: 19° 24′ 47″ N, 98° 54′ 11″ W
Chicoloapan ist ein Municipio im mexikanischen Bundesstaat México. Es gehört zur Zona Metropolitana del Valle de México, der Metropolregion um Mexiko-Stadt. Der Sitz der Gemeinde und dessen größter Ort ist Chicoloapan de Juárez. Die Gemeinde hatte im Jahr 2010 175.053 Einwohner, ihre Fläche beträgt 54,1 km².

## Geographie
Chicoloapan liegt im Osten des Bundesstaates Mexiko, 10 km südlich von Texcoco de Mora.
Das Municipio grenzt an die Municipios Texcoco, Ixtapaluca und La Paz und Chimalhuacán.